# غريتفول ديد
غريتفول ديد (بالإنجليزية: Grateful Dead)‏ هي فرقة روك أمريكية تأسست في سنة 1965 في بالو ألتو في كاليفورنيا. تكونت من ليني كاي وجيري غارسيا وبوب وير وفيل ليش وروب بيبجن مكيرنان وميكي هارت.